# Homalobus tegetarioides
Homalobus tegetarioides là một loài thực vật có hoa trong họ Đậu. Loài này được (M.E. Jones) Rydb. mô tả khoa học đầu tiên năm 1929.